# Divisões administrativas em 1996
Nesta página encontrará referências aos acontecimentos directamente relacionados com a regiões administrativas ocorridos durante o ano de 1996.

## Eventos
- 2 de Agosto - As vilas portuguesas de Câmara de Lobos, Machico, Santa Cruz e Vila Baleira são elevadas a cidade.